# Atletica leggera ai Giochi della XXXII Olimpiade - Maratona femminile

Video integrale della competizione

Ai Giochi della XXXII Olimpiade la maratona femminile si è svolta il 7 agosto 2021 presso il Parco Ōdōri di Sapporo. 

## Presenze ed assenze delle campionesse in carica
| Competizione      | Atleta           | Prestazione |             |
| ----------------- | ---------------- | ----------- | ----------- |
| Olimpiadi 2016    | Jemima Sumgong   | 2h24'04"    | Ritir. 2017 |
| Commonwealth 2018 | Helalia Johannes | 2h32'40"    | Presente    |
| Europei 2018      | Vol'ha Mazuronak | 2h26'22"    | Presente    |
| Asiatici 2018     | Rose Chelimo     | 2h34'51"    | Non selez.  |
| Panamericani 2019 | Gladys Tejeda    | 2h30'55"    | Presente    |
| Mondiali 2019     | Ruth Chepngetich | 2h32'43"    | Presente    |

Graduatoria mondiale
In base alla classifica della Federazione mondiale, le migliori atlete iscritte alla gara erano le seguenti:
| Pos. | Atleta                 | Punti | Note |
| ---- | ---------------------- | ----- | ---- |
| 1    | Brigid Kosgei          | 1432  |      |
| 2    | Lonah Chemtai Salpeter | 1401  |      |
| 3    | Ruth Chepngetich       | 1399  |      |

## La gara
Sapporo è a 800 km a nord di Tokyo, ma la maratona si disputa comunque in condizioni di caldo e umidità opprimenti. La partenza al Parco Ōdōri è fissata alle 6 del mattino, ma ci sono già 25,7° con umidità al 78%. Nel corso della gara la temperatura salirà fino a 31 gradi.

Non si sono fughe solitarie. I primi 10 km sono percorsi in 36'16”; per coprire metà gara le atlete impiegano 1h15'14”: la gara è condotta da un gruppo di 11 maratonete. Al 40º km Peres Jepchirchir decide che è il momento di attaccare. La connazionale Brigid Kosgei, primatista mondiale, non è in grado di seguirla. La Jepchirchir conduce una cavalcata solitaria tagliando il traguardo in 2h27'20", con 16 secondi di vantaggio sulla Kosgei. 
Settantatré finaliste su 88 hanno concluso la gara. Tra le 15 ritirate i nomi più noti sono: Zineiba Yimer e Birhane Dibaba (Etiopia) e Ruth Chepngetich (Kenya, campionessa mondiale). Lonah Salpeter (Israele) si è fermata al 38º km per il caldo e l'umidità opprimenti; è poi ripartita terminando la gara al 66º posto in 2'48”31.

## Risultati
| Record mondiale      | Brigid Kosgei    | 2h14'04" | Chicago | 13 ottobre 2019 |
| Record olimpico      | Tiki Gelana      | 2h23'07" | Londra  | 5 agosto 2012   |
| Capolista stagionale | Hiwot Gebrekidan | 2h19'35" | Milano  | 16 maggio 2021  |

Sabato 7 agosto, ore 6'00.
| Posizione | Atleta                  | Nazionalità    | Tempo    | Distacco   | Note                                     |
| --------- | ----------------------- | -------------- | -------- | ---------- | ---------------------------------------- |
|           | Peres Jepchirchir       | Kenya          | 2h27'20" |            |                                          |
|           | Brigid Kosgei           | Kenya          | 2h27'36" | +0'16"     | Miglior prestazione personale stagionale |
|           | Molly Seidel            | Stati Uniti    | 2h27'46" | +0'26"     | Miglior prestazione personale stagionale |
| 4         | Roza Dereje             | Etiopia        | 2h28'38" | +1'18"     | Miglior prestazione personale stagionale |
| 5         | Volha Mazuronak         | Bielorussia    | 2h29'06" | +1'46"     | Miglior prestazione personale stagionale |
| 6         | Melat Yisak Kejeta      | Germania       | 2h29'16" | +1'56"     | Miglior prestazione personale stagionale |
| 7         | Eunice Chumba           | Bahrein        | 2h29'36" | +2'16"     |                                          |
| 8         | Mao Ichiyama            | Giappone       | 2h30'13" | +2'53"     |                                          |
| 9         | Malindi Elmore          | Canada         | 2h30'59" | +3'39"     | Miglior prestazione personale stagionale |
| 10        | Sinead Diver            | Australia      | 2h31'14" | +3'54"     | Miglior prestazione personale stagionale |
| 11        | Helalia Johannes        | Namibia        | 2h31'22  | +4'02      | Miglior prestazione personale stagionale |
| 12        | Fabienne Schlumpf       | Svizzera       | 2h31'36" | +4'16"     |                                          |
| 13        | Natasha Wodak           | Canada         | 2h31'41" | +4'21"     | Miglior prestazione personale stagionale |
| 14        | Karolina Jarzyńska      | Polonia        | 2h32'04" | +4'44"     | Miglior prestazione personale stagionale |
| 15        | Gerda Steyn             | Sudafrica      | 2h32'10" | +4'50"     |                                          |
| 16        | Immaculate Chemutai     | Uganda         | 2h32'23" | +5'03"     |                                          |
| 17        | Sally Kipyego           | Stati Uniti    | 2h32'53" | +5'33"     | Miglior prestazione personale stagionale |
| 18        | Deborah Schöneborn      | Germania       | 2h33'08" | +5'48"     | Miglior prestazione personale stagionale |
| 19        | Ayuko Suzuki            | Giappone       | 2h33'14" | +5'54"     | Miglior prestazione personale stagionale |
| 20        | Neheng Khatala          | Lesotho        | 2h33'15" | +5'55"     |                                          |
| 21        | Matea Parlov Koštro     | Croazia        | 2h33'18" | +5'58"     | Miglior prestazione personale stagionale |
| 22        | Carolina Wikström       | Svezia         | 2h33'19" | +5'59"     | Miglior prestazione personale stagionale |
| 23        | Ellie Pashley           | Australia      | 2h33'39" | +6'19"     | Miglior prestazione personale stagionale |
| 24        | Failuna Abdi Matanga    | Tanzania       | 2h33'58" | +6'38"     | Miglior prestazione personale stagionale |
| 25        | Fionnuala McCormack     | Irlanda        | 2h34'09" | +6'49"     | Miglior prestazione personale stagionale |
| 26        | Lisa Jane Weightman     | Australia      | 2h34'19" | +6'59"     | Miglior prestazione personale stagionale |
| 27        | Gladys Tejeda           | Perù           | 2h34'21" | +7'01"     | Miglior prestazione personale stagionale |
| 28        | Mieke Gorissen          | Belgio         | 2h34'24" | +7'04"     |                                          |
| 29        | Elena Loyo              | Spagna         | 2h34'38" | +7'18"     | Miglior prestazione personale stagionale |
| 30        | Carla Salomé Rocha      | Portogallo     | 2h34'52" | +7'32"     | Miglior prestazione personale stagionale |
| 31        | Katharina Steinruck     | Germania       | 2h35'00" | +7'40"     |                                          |
| 32        | Giovanna Epis           | Italia         | 2h35'09" | +7'49"     | Miglior prestazione personale stagionale |
| 33        | Honami Maeda            | Giappone       | 2h35'28" | +8'08"     |                                          |
| 34        | Choi Kyung-sun          | Corea del Sud  | 2h35'33" | +8'13"     | Miglior prestazione personale stagionale |
| 35        | Aleksandra Lisowska     | Polonia        | 2h35'33" | +8'13"     |                                          |
| 36        | Darya Maslova           | Kirghizistan   | 2h35'35" | +8'15"     | Miglior prestazione personale stagionale |
| 37        | Marta Galimany          | Spagna         | 2h35'39" | +8'19"     | Miglior prestazione personale stagionale |
| 38        | Susan Jeptooo Kipsang   | Francia        | 2h36'29" | +9'09"     | Miglior prestazione personale stagionale |
| 39        | Stephanie Davis         | Gran Bretagna  | 2h36'33" | +9'13"     |                                          |
| 40        | Jovana de la Cruz       | Perù           | 2h36'38" | +9'18"     |                                          |
| 41        | Rosa Chacha             | Ecuador        | 2h36'44" | +9'24"     |                                          |
| 42        | Yeheniya Prokofyeva     | Ucraina        | 2h36'47" | +9'27"     | Miglior prestazione personale stagionale |
| 43        | Nazret Weldu            | Eritrea        | 2h37'01" | +9'41"     |                                          |
| 44        | Andrea Deelstra         | Paesi Bassi    | 2h37'05" | +9'45"     | Miglior prestazione personale stagionale |
| 45        | Bayartsogtyn Mönkhzayaa | Mongolia       | 2h37'08" | +9'48"     | Miglior prestazione personale stagionale |
| 46        | Zhanna Mamazhanova      | Kazakistan     | 2h37'42" | +10'22"    |                                          |
| 47        | Zhang Deshun            | Cina           | 2h37'45" | +10'25"    |                                          |
| 48        | Maor Tiyouri            | Israele        | 2h37'52" | +10'32"    |                                          |
| 49        | Hanne Verbruggen        | Belgio         | 2h38'03" | +10'43"    | Miglior prestazione personale stagionale |
| 50        | Nina Savina             | Bielorussia    | 2h38'41" | +11'21"    | Miglior prestazione personale stagionale |
| 51        | Martina Strähl          | Svizzera       | 2h39'25" | +12'05"    | Miglior prestazione personale stagionale |
| 52        | Marcela Joglová         | Rep. Ceca      | 2h39'29" | +12'09"    |                                          |
| 53        | Bojana Bjeljac          | Croazia        | 2h39'32" | +12'12"    | Miglior prestazione personale stagionale |
| 54        | Lilia Fisikovici        | Moldavia       | 2h39'59" | +12'39"    | Miglior prestazione personale stagionale |
| 55        | Angie Orjuela           | Colombia       | 2h40'04" | +12'44"    | Miglior prestazione personale stagionale |
| 56        | Rkia El Moukim          | Marocco        | 2h40'10" | +12'50"    | Miglior prestazione personale stagionale |
| 57        | Ahn Seul-ki             | Corea del Sud  | 2h41'11" | +13'51"    | Miglior prestazione personale stagionale |
| 58        | Tereza Hrochová         | Rep. Ceca      | 2h42'25" | +15'05"    |                                          |
| 59        | Angelika Mach           | Polonia        | 2h42'26" | +15'06"    |                                          |
| 60        | Andrea Bonilla          | Ecuador        | 2h43'30" | +16'10"    | Miglior prestazione personale stagionale |
| 61        | Marcela Cristina Gómez  | Argentina      | 2h44'09" | +16'49"    | Miglior prestazione personale stagionale |
| 62        | Li Zhixuan              | Cina           | 2h45'23" | +18'03"    |                                          |
| 63        | Jill Holterman          | Paesi Bassi    | 2h45'27" | +18'07"    |                                          |
| 64        | Úrsula Sánchez          | Messico        | 2h45'45" | +18'25"    | Miglior prestazione personale stagionale |
| 65        | Daniela Torres Huerta   | Messico        | 2h47'15" | +19'55"    |                                          |
| 66        | Lonah Chemtai Salpeter  | Israele        | 2h48'31" | +21'11"    |                                          |
| 67        | Bai Li                  | Cina           | 2h49'21" | +22h01"    |                                          |
| 68        | Stephanie Twell         | Gran Bretagna  | 2h53'26" | +26'06"    | Miglior prestazione personale stagionale |
| 69        | Juliet Chekwel          | Uganda         | 2h53'40" | +26'20"    | Miglior prestazione personale stagionale |
| 70        | Catarina Ribeiro        | Portogallo     | 2h55'01" | +27'41"    | Miglior prestazione personale stagionale |
| 71        | Jess Piasecki           | Gran Bretagna  | 2h55'39" | +28'19"    | Miglior prestazione personale stagionale |
| 72        | Sharon Firisua          | Isole Salomone | 3'02h10" | +34'50"    | Record nazionale                         |
| 73        | Dayna Pidhoresky        | Canada         | 3'03'10" | +35'50"    | Miglior prestazione personale stagionale |
|           | Andrea Ramírez Limón    | Messico        | dnf      | 40 km      |                                          |
|           | Ruth Chepng'etich       | Kenya          | dnf      | 35 km      |                                          |
|           | Laura Méndez Esquer     | Spagna         | dnf      | 35 km      |                                          |
|           | Birhane Dibaba          | Etiopia        | dnf      | 30 km      |                                          |
|           | Tejitu Daba             | Bahrein        | dnf      | 30 km      |                                          |
|           | Kokob Tesfagabriel      | Eritrea        | dnf      | 25 km      |                                          |
|           | Viktoriia Kaliuzhna     | Ucraina        | dnf      | 25 km      |                                          |
|           | Irvette van Zyl         | Sudafrica      | dnf      | 25 km      |                                          |
|           | Sara Moreira            | Portogallo     | dnf      | 25 km      |                                          |
|           | Aliphine Tuliamuk       | Stati Uniti    | dnf      | 1/2 marat. |                                          |
|           | Aoife Cooke             | Irlanda        | dnf      | 1/2 marat. |                                          |
|           | Darya Mykhaylova        | Ucraina        | dnf      | 1/2 marat. |                                          |
|           | Zeineba Yimer           | Etiopia        | dnf      | 20 km      |                                          |
|           | Eva Nývltová            | Rep. Ceca      | dnf      | 15 km      |                                          |
|           | Meryem Erdoğan          | Turchia        | dnf      | 10 km      |                                          |